# Пласидо ди Кастро (Акри)
 Тази статия е за града.  За бразилския политик и военен вижте Жозе Пласидо ди Кастро.  
Пласидо ди Кастро е град — община в източната част на бразилския щат Акри. Общината е част от икономико-статистическия микрорегион Рио Бранко, мезорегион Вали до Акри. Населението на общината към 2010 г. е 17 203 души, а територията ѝ е 2047,455 km2.

## История
Общината е основана през 1976 на името на Жозе Пласидо ди Кастро, военен, лидер на Акрианската революция и по-късно президент на Независимата държава Акри. Той, заедно с Барона на Рио Бранко и Асис Бразил, изиграват важна роля по т.нар. Въпрос на Акри, който завършва с подписването на Договора от Петрополис между Бразилия и Боливия, по който се гарантира собствеността на земите на територията на Акри, както и правото на експлоатация на каучук в региона.

## География
Населението на общината към 2010 г. е 17 203 жители, а територията ѝ — 2047 km² (8,4 д./km²). Градската част се намира на около 100 km от щатската столица.
Граничи на север с община Сенадор Гиомард, на юг с Боливия, на изток с община Акриландия, на запад с Капишаба и на северозапад с Рио Бранко.